# Маргарита Бранденбурзька (1511—1577)
Маргарита Бранденбурзька (нім. Margareta von Brandenburg, 29 вересня 1511 — після 3 грудня 1577) — бранденбурзька принцеса з династії Гогенцоллернів, донька курфюрста Бранденбургу Йоахіма I Нестора та данської принцеси Єлизавети, дружина князя Померанії, Щецину та Вольгасту Георга I, а після його смерті — князя Ангальт-Дессау та Ангальт-Цербсту Йоганна IV (V). Третім її чоловіком був Ганс Йонас фон Гольц.

## Біографія

### Ранні роки
Народилась 29 вересня 1511 року у Кельні-на-Шпреє. Була четвертою дитиною та третьою донькою в родині курфюрста Бранденбургу Йоахіма I Нестора та його дружини Єлизавети Данської. Мала старшого брата Йоахіма Гектора та сестер Анну й Єлизавету. Згодом сімейство поповнилося молодшим сином Йоганном.
Перші роки подружнього життя батьків були щасливими. Згодом між ними почали виникати суперечки з релігійних причин. Дізнавшись, що чоловік хоче стратити або ув'язнити її, матір навесні 1528 року втекла до Торгау й надалі мешкала у Саксонії.

### Перший шлюб
Маргарита у 18-річному віці була видана заміж за 36-річного князя Померанії, Щецину та Вольгасту Георга I. Весілля відбулося 23 січня 1530 року в Вольгасті. Наречений був енергійним чоловіком високого зросту та сильної статури, мав пошкоджене під час полювання ліве око. Будучи удівцем, від першого шлюбу мав сина та доньку підліткового віку. Посаг нареченої складали 20 000 гульденів, для пожиттєвої ренти їй були надані амти Барт, Дамгартен, Трібзес, Гріммен і Клемпенов.

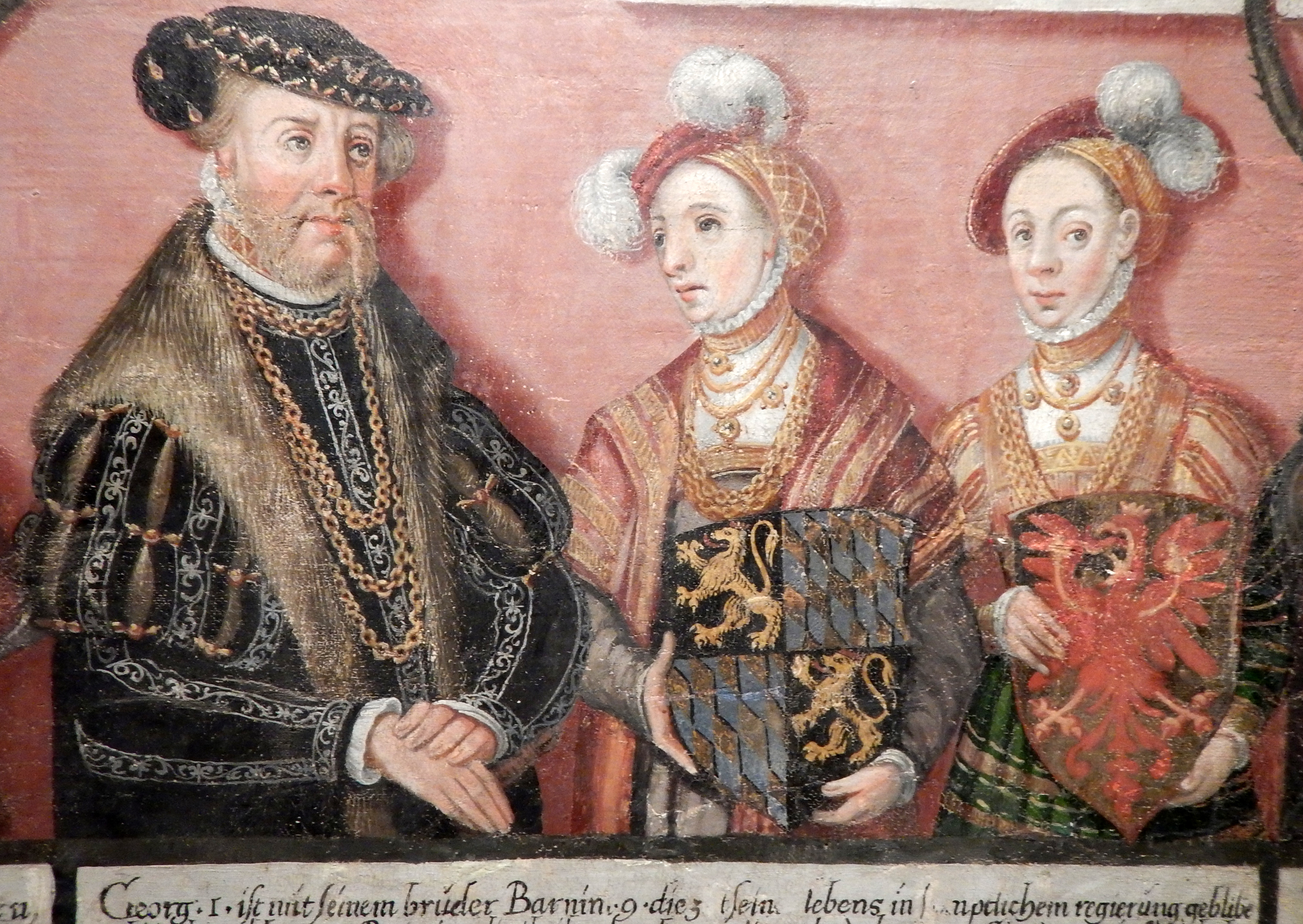
Маргарита (справа) із чоловіком та його першою дружиною

Союз був узгоджений під час переговорів 1529 року у Гримніці, де регулювалися правові відносини між Бранденбургом і Померанією. Проти укладення цього шлюбу виступав Барнім IX Благочестивий, молодший брат і співправитель Георга, який на знак протесту не взяв участь у весільних урочистостях.
Подружнє життя тривало ледь більше року. Всередині травня 1431 року Георг раптово помер від пневмонії. За півроку Маргарита народила їхню єдину доньку.
Серед народу княгиня була дуже непопулярною. Коли князь Ангальт-Дессау Йоганн почав залицятися до неї, її пасинку Філіпу довелося ввести спеціальний податок аби надати їй посаг і викупити удовину долю. Георгія супроводжувала матір до Ангальту, однак мала повернутися по досягненні 8 років. У жорстких переговорах із Філіпом княгині вдалося відстрочити розлуку з донькою до травня 1543 року.

### Другий шлюб
У 22-річному віці Маргарита узяла другий шлюб із 29-річним князем Ангальт-Дессау Йоганном IV. Весілля відбулося 15 лютого 1534 в Дессау. Філіп I гарантував мачусі пожиттєву ренту у 1200 гульденів на рік. Статус Маргарити був вищим за статус її нареченого, тож весілля святкувалося дуже пишно. 
У подружжя народилося шестеро дітей. Йоганн був не єдиноосібним правителем, а володарював разом із братами. У 1544 році вони поділили землі, й чоловік Маргарити став князем відновленого князівства Ангальт-Цербст.
Втім, маючи слабке здоров'я, у тому ж році він переніс інсульт. Його стосунки з дружиною погіршилися, й Маргарита оселилася у своєму удовиному замку Росслау. Мартін Лютер, який хотів виступити посередником їхнього примирення, відвідав жінку у Росслау й заявив, що вона «нагло кинула» чоловіка, чим викликав словесну суперечку з нею.
Зрештою, у 1550 році Йоганн звинуватив дружину у подружній невірності та ув'язнив її. Свого особистого лікаря він піддав тортурам, аби той визнав зв'язок із княгинею. Лікар нічого не підтвердив. Маргариті ж вдалося утекти й, після низки пригод, вона прибула до двору свого кузена Крістіана III у Копенгагені напівоголеною та пограбованою.
Йоганн IV помер 4 лютого 1551 року в 46-річному віці. Ангальт-Цербстським князівством, без розділення територій, почали керувати сини Маргарити.

### Подальше життя
Певний час жінка мешкала зі своєю сестрою Єлизаветою, яка взяла другий шлюб із графом Геннеберзьким Поппо XII. Та радила жінці захистити себе шляхом нового одруження. Вважаючи її ненадійною та нестабільною, вона застерігала свого зятя Альбрехта Прусського, брати Маргариту до його двору. Втім, той все одно влаштував вдовіючу княгиню у себе. Після його смерті у 1568 році про  Маргариту піклувався Георг Фрідріх Бранденбург-Ансбаський — чоловік її небоги Єлизавети, оскільки її діти відмовились підтримувати матір.
Історичні джерела містять відомості щодо її шлюбу у 1553 році із Гансом Йонасем фон Гольцом, якого називають підмайстром. Також повідомляється, що вона навідувала у 1566 році у Шлохау доньку Георгію, коли та була вагітною. Тим же роком датована остання згадка про її третього чоловіка.
В останні роки життя вона вела нестабільне існування у Померансько-польському прикордонному районі. Померла після 3 грудня 1577 року у Щецині.

## Родина

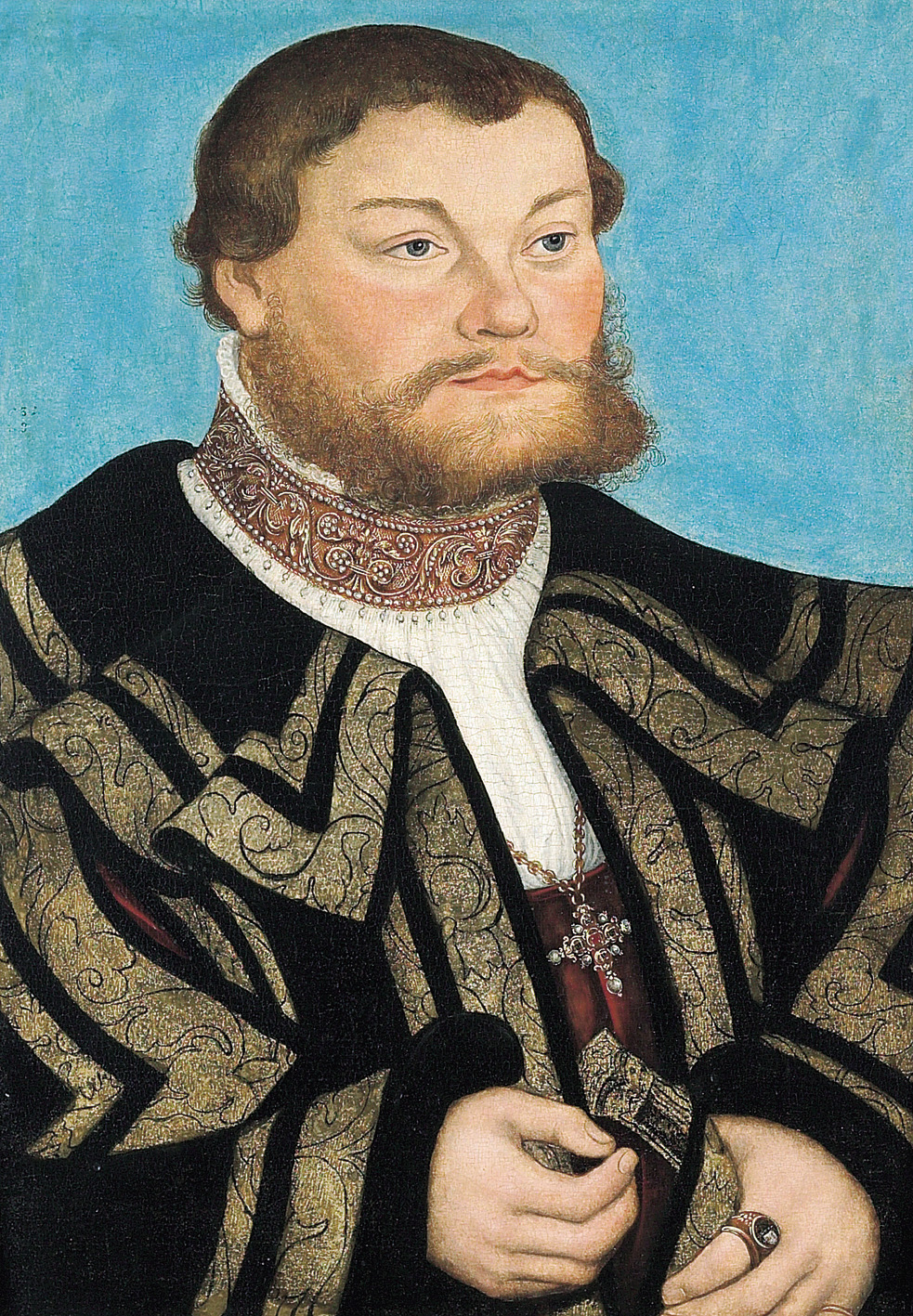
Портрет Йоганна IV пензля Лукаса Кранаха-молодшого, 1532

1 Чоловік —  Георг I, герцог Померанський
Діти:
- Георгія (1531—1574) — дружина старости іновроцлавського та члухувського Станіслава Латальського, графа у Лабішині, мала єдину доньку, одружену із Анджеєм Чарнковським.

2 Чоловік — Йоганн IV
Діти:
- Карл (1534—1561) — князь (разом зі своїми братами) Ангальт-Цербсту у 1551—1561 роках та Ангальт-Пльоцкау у 1553—1561 роках, був одруженим із Анною Померанською, дітей не мав;
- Йоахім Ернст (1536—1586) — князь Ангальту у 1570—1586 роках, був двічі одруженим, мав шістнадцятеро дітей від обох шлюбів;
- Марія (1538—1563) — дружина графа Барбі-Мюлінгенського Альбрехта X, мала двох доньок;
- Бернгард (1540—1570) — князь (разом зі своїми братами) Ангальт-Цербсту у 1551—1570 роках, був одруженим з Кларою Брауншвейг-Люнебурзькою, мав єдиного сина, який помер немовлям;
- Маргарита (1541—1547) — прожила 6 років;
- Єлизавета (1545—1574) — дружина графа Барбі-Вальтернінбурзького, мала єдиного сина.